# Dekanat nowomiejski
Dekanat nowomiejski – jeden z 43 dekanatów archidiecezji poznańskiej, składa się z trzynastu parafii:
- parafia pw. Miłosierdzia Bożego (Chocicza),
- parafia pw. św. Małgorzaty (Cielcza),
- parafia pw. Wniebowzięcia Najświętszej Maryi Panny (Dębno),
- parafia pw. Podwyższenia Krzyża Świętego (Gogolewo),
- parafia pw. Narodzenia Najświętszej Maryi Panny (Kolniczki – Boguszynek),
- parafia pw. św. Antoniego Padewskiego (Książ Wielkopolski),
- parafia pw. Najświętszej Maryi Panny Wniebowziętej i św. Mikołaja (Książ Wielkopolski),
- parafia pw. św. Wawrzyńca (Mieszków),
- parafia pw. Trójcy Świętej (Nowe Miasto nad Wartą),
- parafia pw. św. Walentego (Radlin),
- parafia pw. św. Katarzyny (Solec – Witowo),
- parafia pw. Chrystusa Króla (Sulęcinek),
- Parafia Niepokalanego Poczęcia Najświętszej Maryi Panny we Włościejewkach (Włościejewki).

Dekanat sąsiaduje z dekanatami:
- średzki,
- kórnicki,
- lwówecki,
- śremski,
- borecki,
- dekanaty archidiecezji gnieźnieńskiej,
- dekanaty diecezji kaliskiej.

Administracyjnie dekanat znajduje się na terenie gminy Nowe Miasto nad Wartą, gminy Krzykosy, gminy Żerków, gminy Jarocin i gminy Książ Wielkopolski.

## Galeria

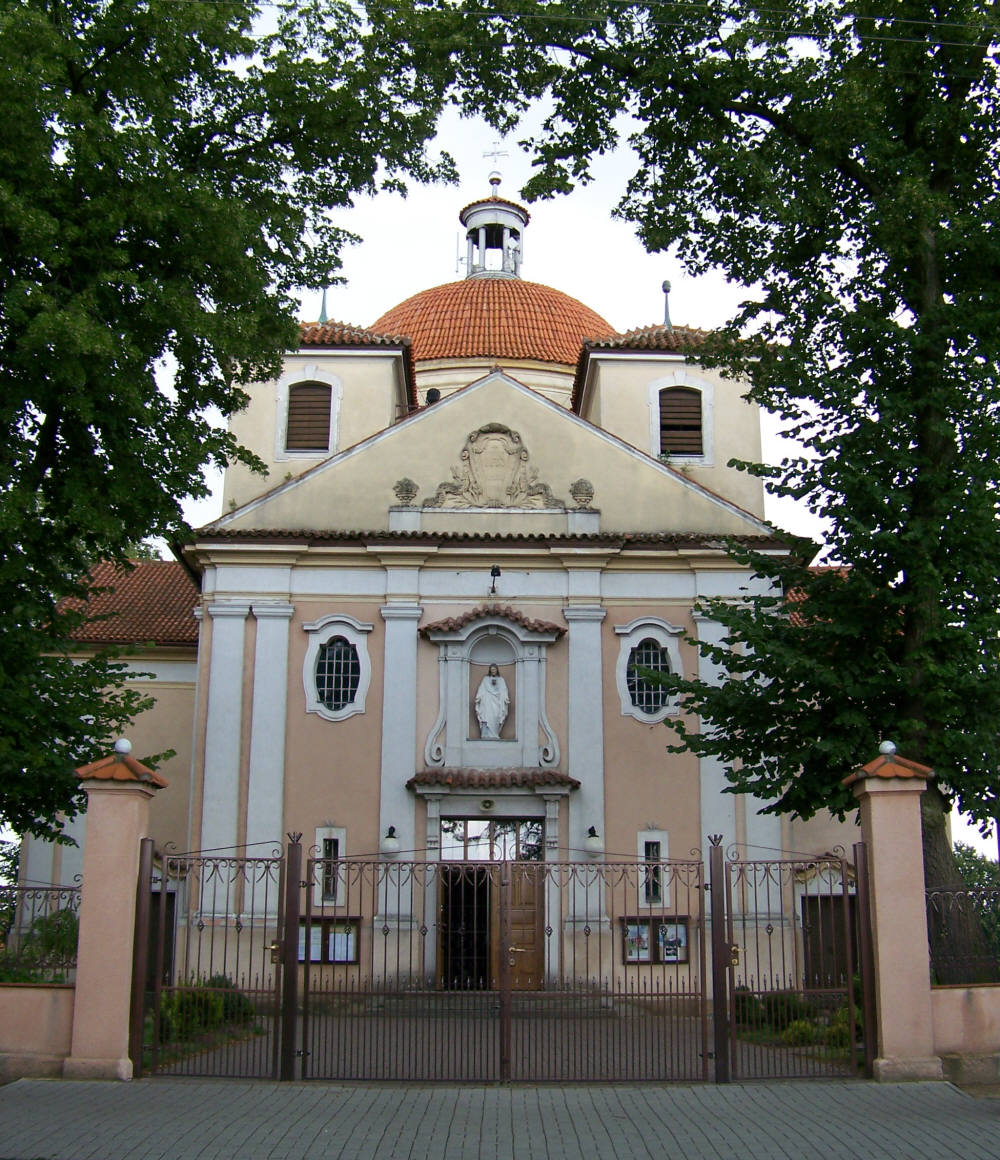
Kościół w Cielczy
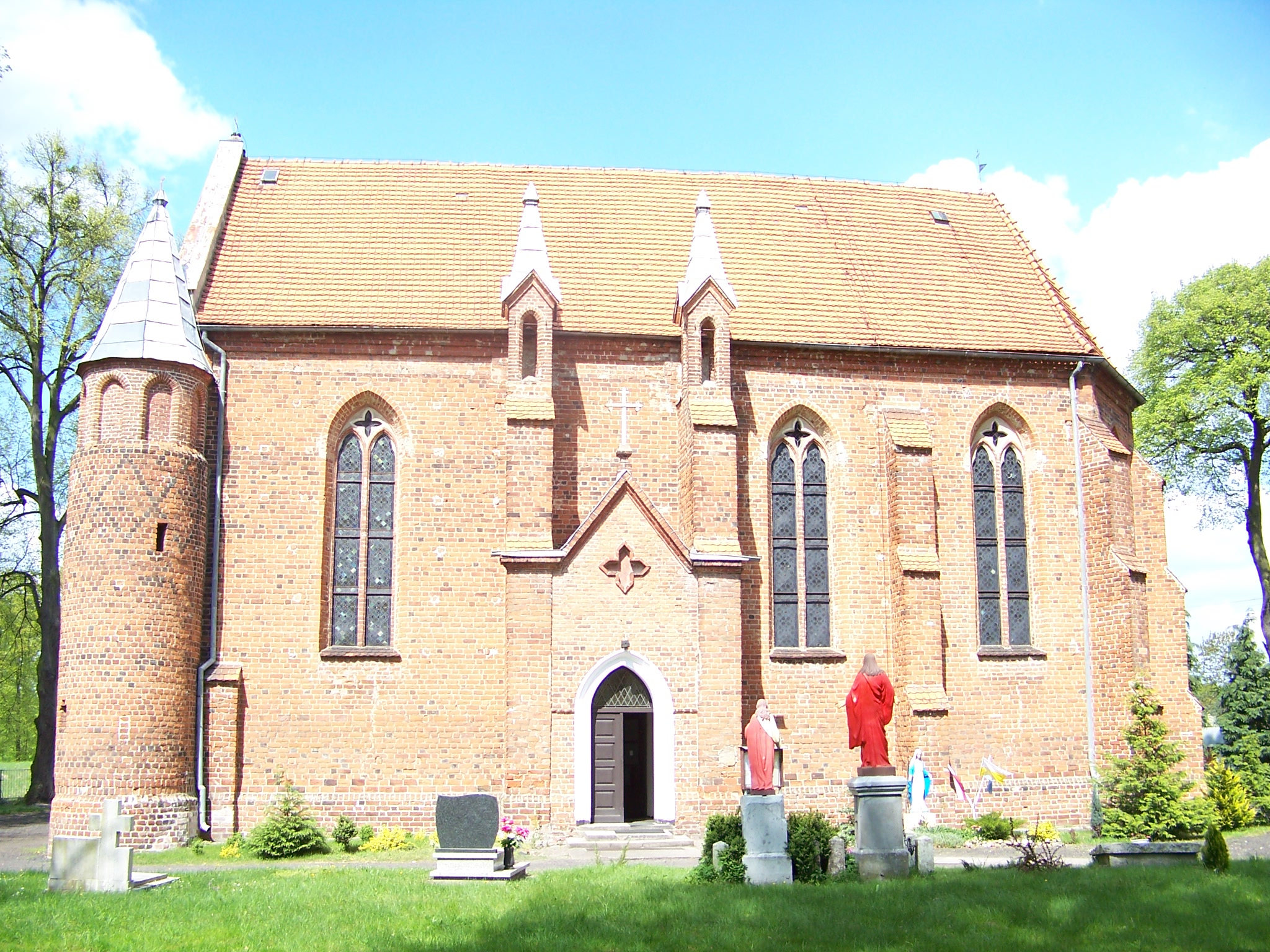
Kościół w Dębnie
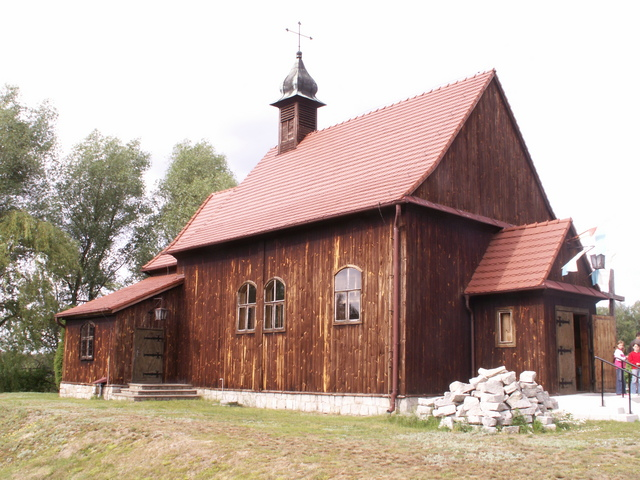
Kościół filialny w Boguszynku
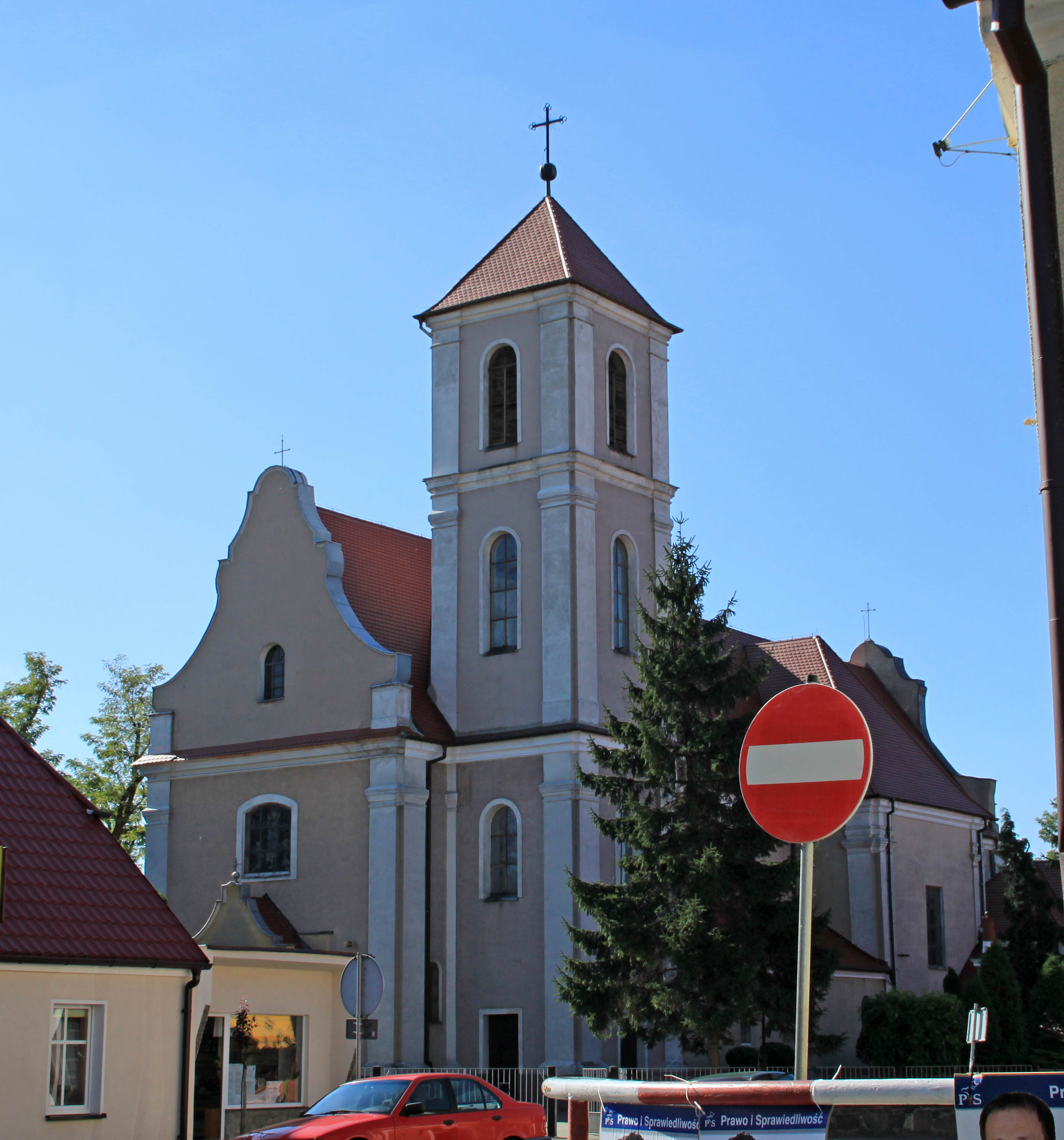
Kościół NMP Wniebowziętej i św. Mikołaja w Ksiązu Wlkp.
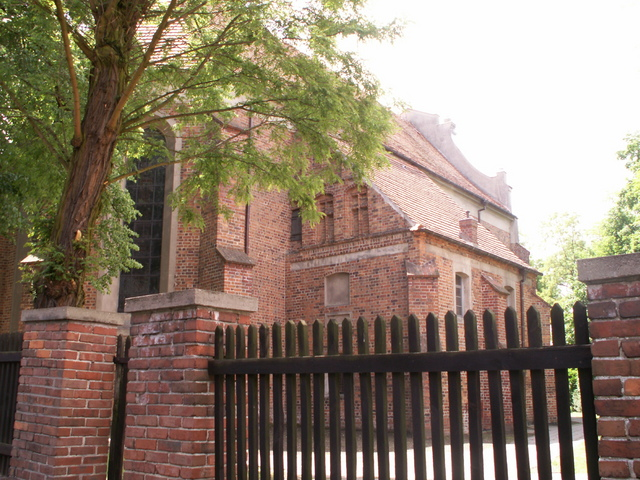
Kościół w Nowym Mieście nad Wartą
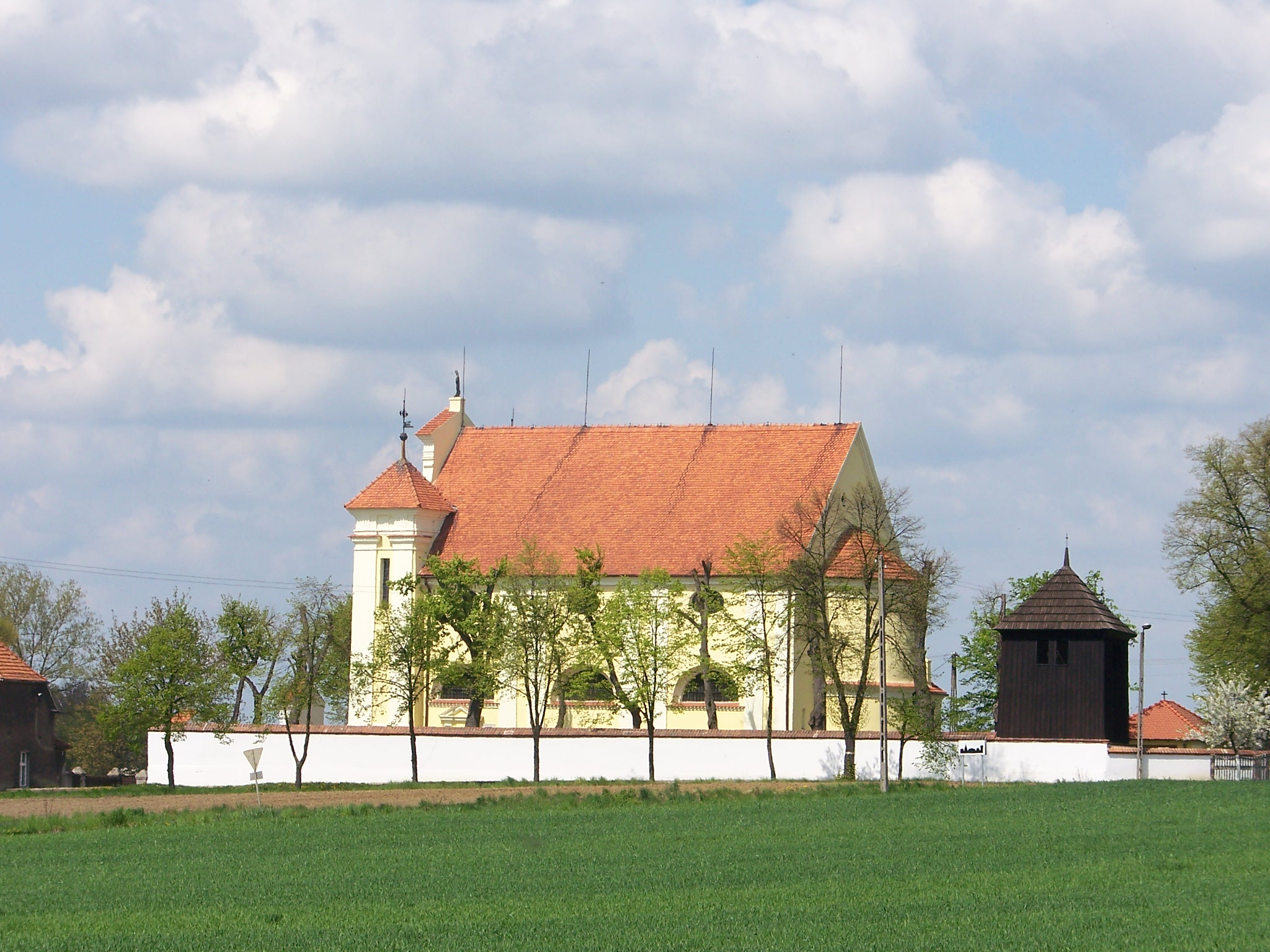
Kościół w Radlinie
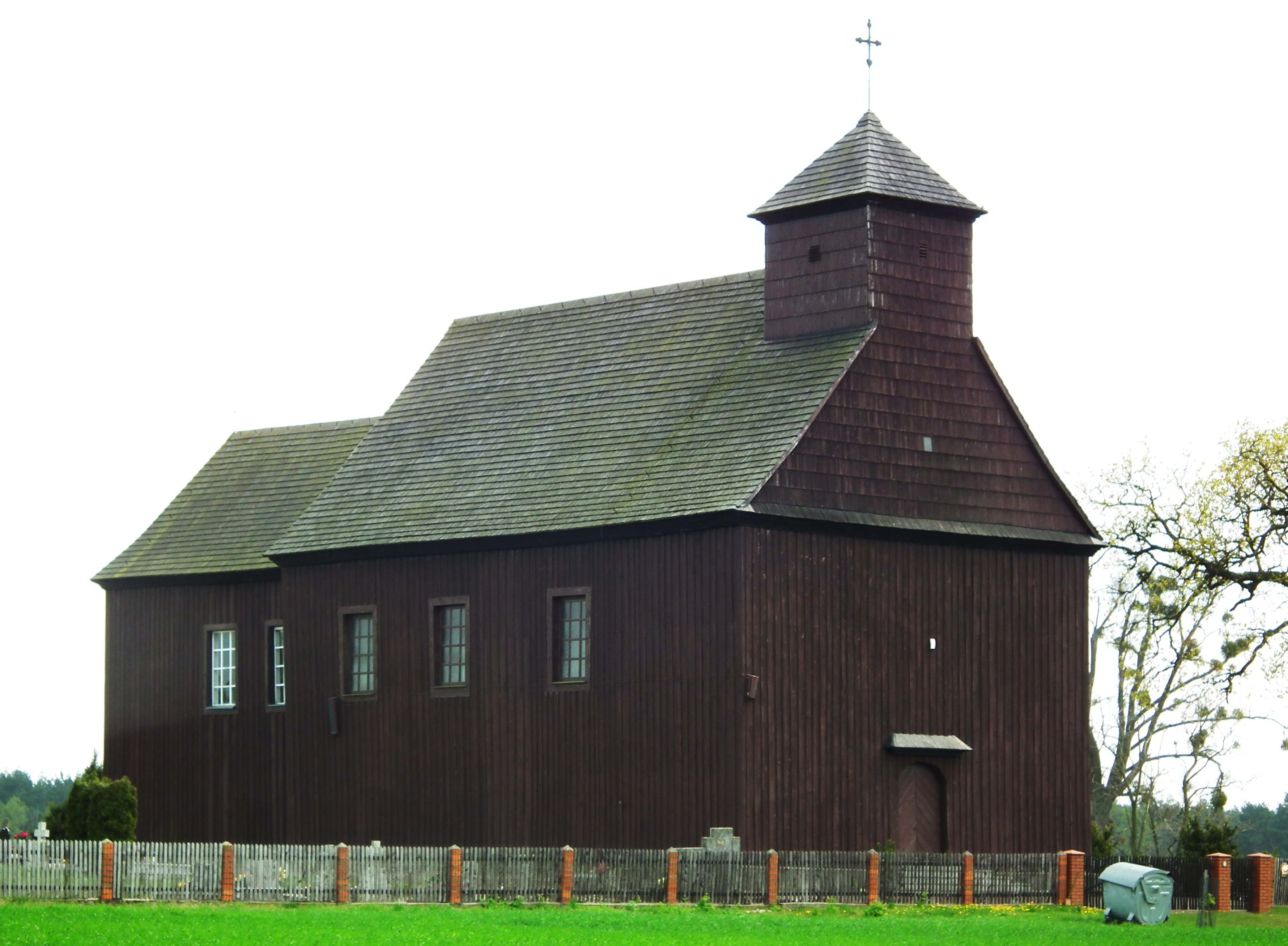
Kościół w Gogolewie